# Benjamín Hill
Benjamin Hill är en ort i Mexiko.   Den ligger i kommunen Benjamín Hill och delstaten Sonora, i den nordvästra delen av landet, 1 700 km nordväst om huvudstaden Mexico City. Benjamin Hill ligger 718 meter över havet och antalet invånare är 5 735.
Terrängen runt Benjamin Hill är platt åt sydväst, men åt nordost är den kuperad. Runt Benjamin Hill är det mycket glesbefolkat, med 4 invånare per kvadratkilometer. Det finns inga andra samhällen i närheten. Omgivningarna runt Benjamin Hill är i huvudsak ett öppet busklandskap.